# General (Costa Rica)
El General, è un distretto della Costa Rica facente parte del cantone di Pérez Zeledón, nella provincia di San José.